# Люба и Аркаша
«Лю́ба и Арка́ша» — российский комедийный веб-сериал, существующий с весны 2017 года и транслирующийся на сервисах Instagram, TikTok, YouTube и  VK. Производится многоканальной сетью Divico, относящейся к холдингу ЮТВ. Первоначально сериал был посвящён молодой паре, которую играли Юлиан Капицин и Екатерина Новикова, однако после ухода последней проект остался существовать под прежним названием, хотя в центре внимания стали новые персонажи.
В мае 2019 года журнал Cosmopolitan включил «Любу и Аркашу» в подборку «6 Instagram блогеров-юмористов», описав контент как «хоум-видео, за которое точно не будет стыдно». Годом позже интернет-издание Peopletalk.ru включило страницу «Люба и Аркаша» в свой «топ российских парней-блогеров, на которых стоит подписаться».

## Актёры и персонажи

### Главные герои
- Люба (Екатерина Новикова) — боевая девушка, про каких говорят «слона на скаку остановит и хобот ему оторвёт»;[5]
- Аркаша (Юлиан Капицин) — хрупкий недотёпа, которому не 28, а два раза по 14;[5]
- Оля (Ольга Парфенюк) — оператор, журналистка;
- Дядя Чижик (Юлиан Капицин) — чудак;[6]
- Светка Давалова[Прим 1] (Юлиан Капицин) — хамоватая эгоцентристка, которая говорит то что думает;[6]
- Ленка Кошкина (Юлиан Капицин).

### Второстепенные герои и приглашённые звёзды
- Ритка-гнидка Шумихина (Ида Галич);[8]
- Василиса (Василиса Даванкова).

Также в разное время в качестве камео снимались: актёр Кирилл Емельянов, блогеры Карина Лазарьянц и Евгений Ершов, Алан Басиев и другие.

## История проекта

### Предпосылки
Юлиан Юрьевич Капицин (род. 3 апреля 1986) ранее участвовал в музыкальном скетч-шоу «Стерео утро» на телеканале MTV — с 2008 года писал сценарии, с 9 сентября 2009 был ведущим. Юлиан хотел заняться видеоблогингом на YouTube ещё в 2012—2013 годах, но тогда, прислушавшись к мнению друзей и коллег, не стал снимать видео, о чём впоследствии сожалел. В июне 2013 года в Instagram появилась возможность записи видео длиной в 15 секунд, но Юлиану такой лимит казался слишком ограничивающим, чтобы выбрать эту платформу для своего творчества. В марте 2016 года продолжительность загружаемого в Instagram видеоконтента повысилась до минуты, что в дальнейшем поспособствовало выбору именно этой платформы в качестве основной для веб-проекта «Люба и Аркаша».

### Люба и Аркаша
Юлиан познакомился с актрисой и телеведущей Екатериной Новиковой (род. 28 июля 1986, Чебоксары) во время работы на телевидении. Когда они начали снимать совместные скетчи (вайны), решили выбрать «самые ненавистные» имена для своих персонажей — и назвали их Люба и Аркаша, а теглайном сделали фразу «Вот д*бил!» — ею заканчивались обычные ссоры между героями, и после неё Люба с Аркашей мирились. Изначально они были главными героями видеороликов — молодой парой, сталкивающейся с трудностями семейной жизни и бытовыми проблемами. Первые выпуски веб-сериала были опубликованы в инстаграм-аккаунте в марте 2017 года. 6 апреля был создан ютуб-канал. Поначалу в съёмках Юлиану и Екатерине помогали друзья. А также в развитии Instagram-сериала участвовала компания цифрового видеопродакшена Divico, относящаяся к медиахолдингу «ЮТВ». Новые видео выходили ежедневно с понедельника по четверг. В июне дуэт побывал в телепрограмме «Нет проблем!» на канале «Мир».
Первым рекламодателем проекта стал сервис знакомств Badoo. В дальнейшем за первые 245 выпусков было сделано 34 рекламных интеграции. В рамках вирусной цифровой рекламной кампании, проведённой телеканалом «Ю» совместно с компанией Divico для продвижения телешоу «Угадай мой возраст», в Instagram-аккаунте «Люба и Аркаша» был выложен ролик со съёмок проекта, куда блогеры были приглашены как участники. В результате данное видео набрало более 109 000 просмотров и более 15 000 лайков. Затем последовала рекламная кампания телепроекта «Беременный папа» от канала «Ю». Ролики от трёх семейных Instagram-вайнеров с целевой женской аудиторией — Love is Top, Helen Yes, «Люба и Аркаша» — посмотрели около 1,2 млн человек.
Екатерина и Юлиан в образе Любы и Аркаши были ведущими трёхчасовой новогодней программы «Вспомнить всё. 2017» на телеканале «Ю». А с первого января 2018 года сериал «Люба и Аркаша» стал выходить в эфир канала.
18 мая 2018 года дуэт появился на телерадиоканале «Страна FM», ведущими были Mike Voice (Михаил Николенко) и Маша Новая.
3 августа 2018 года вышел видеоклип на песню Иды Галич «Ты попал», в котором снялись Юлиан (являющийся также автором слов) и Екатерина. 20 сентября в инстаграме пермской актрисы и комедиантки Марины Федункив было опубликовано спродюсированное и написанное Юлианом видео — коллаборация с «Любой а Аркашей», Шевги Ахадовым и группой «Мохито». В декабре инстаграм-дуэт поучаствовал в видео-коллаборации с украинским ютуб-проектом Room Factory — работа принесла суммарно более 3 млн просмотров на двух площадках. 18 декабря состоялась торжественная церемония награждения блогерской премии NeForum Awards 2018 в комплексе «Федерация» в Москва-Сити. Ведущими были Юлиан и Екатерина.

### Дядя Чижик, Светка Давалова
Весной 2019 года Екатерина Новикова покинула проект, после чего, по словам Юлиана, от Instagram-аккаунта отписались 150 тысяч человек. И вследствие этого Юлиан Капицин стал снимать ролики в новых образах.
27 мая вышло первое видео с Ольгой Парфенюк (род. 2 августа 1991, Москва) — новой постоянной напарницей Юлиана по видеороликам, в которых она представляется как Оля и выступает в роли оператора с закадровыми комментариями.
Новый дуэт в скором времени сосредоточился в основном на двух амплуа Капицина: Дяди Чижика и Светки Даваловой. По словам Юлиана, эти два персонажа появились в 2019 году благодаря его 30-дневному (с 3 апреля по 3 мая) челленджу «Один дома, взаперти».
Осенью того же года в центре современного искусства «Винзавод» открылась выставка «История русского блогинга», где состоялась фан-встреча с Юлианом и Ольгой.

## Статистика и популярность
Согласно официальной статистике аудитории от Divico, 88 % — женщины, 12 % — мужчины, 42 % — возрастом от 18 до 24 лет, 34 % — от 25 до 34 лет.
По состоянию на 14 ноября 2020 года проект имеет более миллиона подписчиков в Инстаграме. В ТикТоке — более 14,6 млн лайков и более 1,1 млн (с 6 августа 2020 года) подписчиков; по данным Медиалогии, аккаунт также дважды попал в ТОП-20 самых влиятельных русскоязычных блогеров в TikTok: за октябрь и за ноябрь 2019 года (в рейтингах учитывался показатель SM Influence — индекс влиятельности социальных медиа, учитывающий суммарную вовлечённость канала TikTok и количество постов за месяц и варьирующийся от 0 до 1000 пунктов). На ютуб-канале суммарно более 27,6 млн просмотров и более 119 тыс подписчиков, рубеж в 10 миллионов просмотров был преодолён 30 апреля 2020 года, в 100 тыс подписчиков — 8 мая, в 20 миллионов просмотров — 17 июля, а самое популярное видео — «Подарок от Любаши» — набрало более 15,3 млн просмотров.

## Другие проекты Юлиана
Юлиан Капицин неоднократно сотрудничал с Идой Галич, в том числе снялся в музыкальном клипе «Найти тебя». В 2019 году поучаствовал в ютуб-шоу «Выбрать 1 из 15» на канале «Пинк Шугар», который также относится к многоканальной сети Divico. Весной 2020 года принял участие в съёмках игры в «Мафию» вместе с другими ютуберами и инстаграмерами, организованную сервисом Amediateka. 23 июля вышел выпуск Ютуб-шоу «Петя любит выпить» с Юлианом Капициным.